# Saitis barbipes
Saitis barbipes (Simon, 1868) è un comune ragno saltatore della famiglia dei Salticidae.

## Descrizione
Le dimensioni sono ridotte, comprese tra i 2 e i 6 millimetri. Le differenze tra esemplari di sesso differente sono evidenti: i maschi sono caratterizzati da una colorazione più evidente, con una  fascia di colore rosso sulla testa; al contrario le femmine sono di colorazione meno evidente. Le zampe sono di colore chiaro e sono intervallate, a spazi regolari, da strisce nere. La caratteristica più evidente è il terzo paio di zampe che sono di dimensione maggiore a tutte le altre e vengono usate per il corteggiamento.